# Comté de Hardee
Pour les articles homonymes, voir Hardee.
Le comté de Hardee (Hardee County) est un comté situé dans l'État de Floride, aux États-Unis. Sa population était estimée en 2020 à 25 327 habitants. Son siège est Wauchula. Le comté a été fondé en 1921 et doit son nom à Cary A. Hardee, gouverneur de Floride de 1921 à 1925.

## Comtés adjacents
- Comté de Polk (nord)
- Comté de Highlands (est)
- Comté de DeSoto (sud)
- Comté de Manatee (ouest)
- Comté de Hillsborough (nord-ouest)

## Principales villes
- Bowling Green
- Wauchula
- Zolfo Springs

## Préservation de la nature
- Refuge faunique national et zone de conservation Everglades Headwaters

## Démographie
| Groupe                           | Comté de Hardee | Floride | États-Unis |
| -------------------------------- | --------------- | ------- | ---------- |
| Blancs                           | 72,2            | 75,0    | 72,4       |
| Autres                           | 17,2            | 3,7     | 6,4        |
| Afro-Américains                  | 7,0             | 16,0    | 12,6       |
| Métis                            | 2,0             | 2,5     | 2,9        |
| Asiatiques                       | 1,1             | 2,4     | 4,8        |
| Amérindiens                      | 0,6             | 0,4     | 0,9        |
| Total                            | 100             | 100     | 100        |
|                                  |                 |         |            |
| Hispaniques et Latino-Américains | 42,9            | 22,5    | 16,7       |

Selon l'American Community Survey, en 2010 59,73 % de la population âgée de plus de 5 ans déclare parler l'anglais à la maison, 37,36 % déclare parler l'espagnol, 0,78 % un créole français, et 2,13 % une autre langue.
| 1930   | 1940   | 1950   | 1960   | 1970   | 1980   |
| ------ | ------ | ------ | ------ | ------ | ------ |
| 10 348 | 10 158 | 10 073 | 12 370 | 14 889 | 19 379 |

| 1990   | 2000   | 2010   | - | - | - |
| ------ | ------ | ------ | - | - | - |
| 19 499 | 26 938 | 27 731 | - | - | - |